# Chuang Yi
Chuang Yi (chino simplificado: 创艺, pinyin: Chuàngyì, lo que significa "artes creativas") es una empresa editorial con sede en Singapur, que se especializa en la producción nacional e importado de cómic y mercancías relacionadas con el cómic, en inglés y chino simplificado. Chuang Yi distribuye todos o algunos de sus productos en Filipinas, India, Malasia y Singapur. También, en Australia y Nueva Zelanda, se produce a través de Madhouse. 

## Historia
Chuang Yi fue fundado en 1990 como un distribuidor de cómic japonés publicado en chino simplificado. Se había convertido en un temprano éxito con algunas historias como Dragon Ball y Slam Dunk y pronto comenzó a importar algunos títulos de Hong Kong, Taiwán y Corea del Sur. En 1995, Chuang Yi creó su primera sucursal en Kuala Lumpur, Malasia y lanzó dos series de cómic japoneses en malayo. En 1998 y 1999, Chuang Yi publicó sus primeras adaptaciones de televisión a cómic, con la Leyenda de los Ocho Inmortales y Liang PO PO. Chuang Yi ha ampliado su distribución en el mercado en inglés en el año 2000 con el lanzamiento de su serie Pokémon y dos cómics de Taiwán, también comenzó la serialización en periódicos locales de sus títulos. En 2003, Chuang Yi ha asegurado derechos de licencias para distribuir sus cómics en Australia, Nueva Zelanda y Filipinas. En 2004 agregó en sus revistas, licencias de varios títulos de Disney. Chuang Yi comenzó la distribución de las etiqueta coleccionables de Panini Comics y Topps UK en 2004 y 2005, en 2006 comenzó la distribución de cómic en India. En 2007, la compañía aseguró los derechos al desarrollar, algunos de los productos de Pokémon y Disney, y comenzó la distribución exclusiva de productos de cómics a Singapur y Malasia.

## Manga publicados por Chuang Yi en chino
- Absolute Boyfriend (绝对男友)
- Air Gear
- Blaue Rosen (搖滾下的藍色薔薇)
- Bleach (死神）
- D.Gray-man
- Death Note (死亡筆記簿)
- Detective Conan (名侦探柯南)
- Dragon Ball (七龍珠)
- El rey del fuego (火王)
- Eyeshield 21
- Fairy Tail
- Fruits Basket (水果藍)
- Full Metal Alchemist (钢之炼金术师)
- Flame of Recca (烈火之炎)
- GetBackers
- Hikaru no Go (棋灵王)
- Hayate no Gotoku! (疾风守护者)
- Katekyō Hitman Reborn! (家庭教师)
- Kekkaishi (结界师)
- Kindaichi Case Files (金田一少年之事件簿)
- Konjiki no Gash!! (魔童小子)
- Initial D (头文字D)
- Love Celeb (情迷贵公子)
- MÄR
- MÄR Omega
- Monster Soul
- Naruto (火影忍者)
- NANA
- Negima!: Magister Negi Magi (魔法老師)
- Ninkuu (忍空)
- Ninkuu Second Stage
- One Piece
- Ouran High School Host Club
- Placebo
- Prince of Tennis (网球王子)
- PSYCHO BUSTERS (超能力少年)
- Saint Seiya Episodio G (圣斗士星矢 Episodio G)
- Samurai Deeper Kyo (鬼眼狂刀 )
- Special A
- Shaman King (通灵童子)
- The Gentlemen Alliance Cross
- To Love-Ru (To Love恋爱大麻烦)
- Tsubasa: RESERVoir CHRoNiCLE (TSUBASA翼)
- M×0
- xxxHolic (迷梦魔法屋 XXX HOLIC)
- Yankee-kun to Megane-chan (不良少年与四眼妹)

## Manga publicado por Chuang Yi en inglés
- Kareshi absoluto ("Zettai Kareshi")
- Astro Boy (serie de Akira Himekawa)
- Ballad of a Shinigami
- Battle B-Daman
- Beyblade
- Blaue Rosen (Título japonés: Ai wo Utau yori Ore ni Oborero)
- Bakegyamon
- Because You Smile When I Sing
- Boys Esté
- Captive Heart
- Chrno Crusade (Chrono Crusade in North America)
- Crush Gear Turbo
- Digimon
- Doraemon
- Fairy Cube
- FIGHT! Crush Gear Turbo
- Flunk Punk Rumble (Yankee-kun to Megane-chan)
- Fruits Basket
- Full Metal Alchemist
- Full Metal Panic!
- Fushigi Yūgi (Including Genbu Kaiden)
- Fushigiboshi no Futagohime
- Girls Bravo
- Mobile Suit Gundam
- Gundam Seed
- Guyver
- .hack//Legend of the Twilight
- Hamtaro Handbook
- Hellsing
- Imadoki!
- Kingdom Hearts
- Kingdom Hearts: Chain of Memories
- Kingdom Hearts II
- La Corda D'Oro
- Land of the Blindfolded
- Love for Venus
- Love Hina
- Maburaho
- MÄR
- Medabots
- The Melancholy of Haruhi Suzumiya
- Midori Days
- Mirmo Zibang! (Mirumo)
- Mon-Colle-Knights
- Monochrome Factor
- My-HiME
- My Fair Lady (Conocido en Estados Unidos como Wallflower y Yamato nadeshiko Shichihenge en Japón)
- Negima!: Magister Negi Magi
- Neon Genesis Evangelion
- Otomen
- Ouran High School Host Club
- Phantom Dream
- Pokémon
- Pokémon: The Electric Tale of Pikachu
- Pocket Monsters Special
- Magical Pokémon Journey
- Ash & Pikachu
- Pokémon Gold & Silver The Golden Boys
- Pokémon Pocket Monsters
- Pokémon Ruby-Sapphire
- Pokémon: Jirachi y los Deseos
- Pokémon: El Destino de Deoxys
- Pokémon: Lucario y el misterio de Mew
- Pokémon Ranger y el Templo del Mar
- Pokémon Battle Frontier
- Placebo
- RahXephon
- Ragnarok: en el abyss
- Saiyuki: Reload
- Samurai Champloo
- Slam Dunk
- Solar Boy Django
- Special A
- Speed Grapher
- Spriggan
- SuperPsychic Nanaki (Chōshinri Genshō Nōryokusha Nanaki)
- Tactics
- Tenchi Muyō!
- There, Beyond The Beyond (Sono Mukou-no Mukougawa)
- The Girl Who Leapt Through Time
- The Melancholy of Haruhi Suzumiya
- The Mythical Detective Loki
- The Mythical Detective Loki Ragnarok
- Tokyo Mew Mew
- Trinity Blood
- Trigun
- Tsubasa: RESERVoir CHRoNiCLE
- Tsubasa: Those with Wings
- Twin Princess of Wonder Planet
- Vagabond
- Vampire Knight
- Wild Adapter
- Wings of Desire
- World Embryo
- X/1999
- Young Guns
- Super Yo-Yo
- Zatch Bell! (Konjiki no Gash!!)
- Zig Zag
- Zoids Fuzors

## Otras revistas publicados por Chuang Yi en inglés
- Xanas de Disney
- Disney Princesa
- Allergy monster
- W.I.T.C.H
- Winnie el Pooh y amigos
- Winx Club (hasta el capítulo #39; MediaCorp ha manejado Winx desde el #40 adelante)